# Ammophila arenaria
El barrón o carrizo (Ammophila arenaria) (y en ocasiones también nombrado como Psamma arenaria), es una planta perenne de la familia de las poáceas. Crece en terrenos arenosos gracias a un sistema de raíz muy profundo. Se utilizó, en particular, para fijar las dunas litorales de la Landas de Gascuña en Francia.

## Descripción
Es una planta monocotiledónea vivaz, con tallos rectos pudiendo alcanzar 12 dm. Las hojas tienen un color verde-grisáceo y con forma puntiaguda. Las flores son de color amarillo-paja reunidas en largas espigas con forma de eje y floración a partir del mes de mayo; los frutos forman panículas bastante densas.
Los rizomas adquieren un gran desarrollo subterráneo, extendiéndose sobre amplias zonas. Las raíces son bastante robustas.

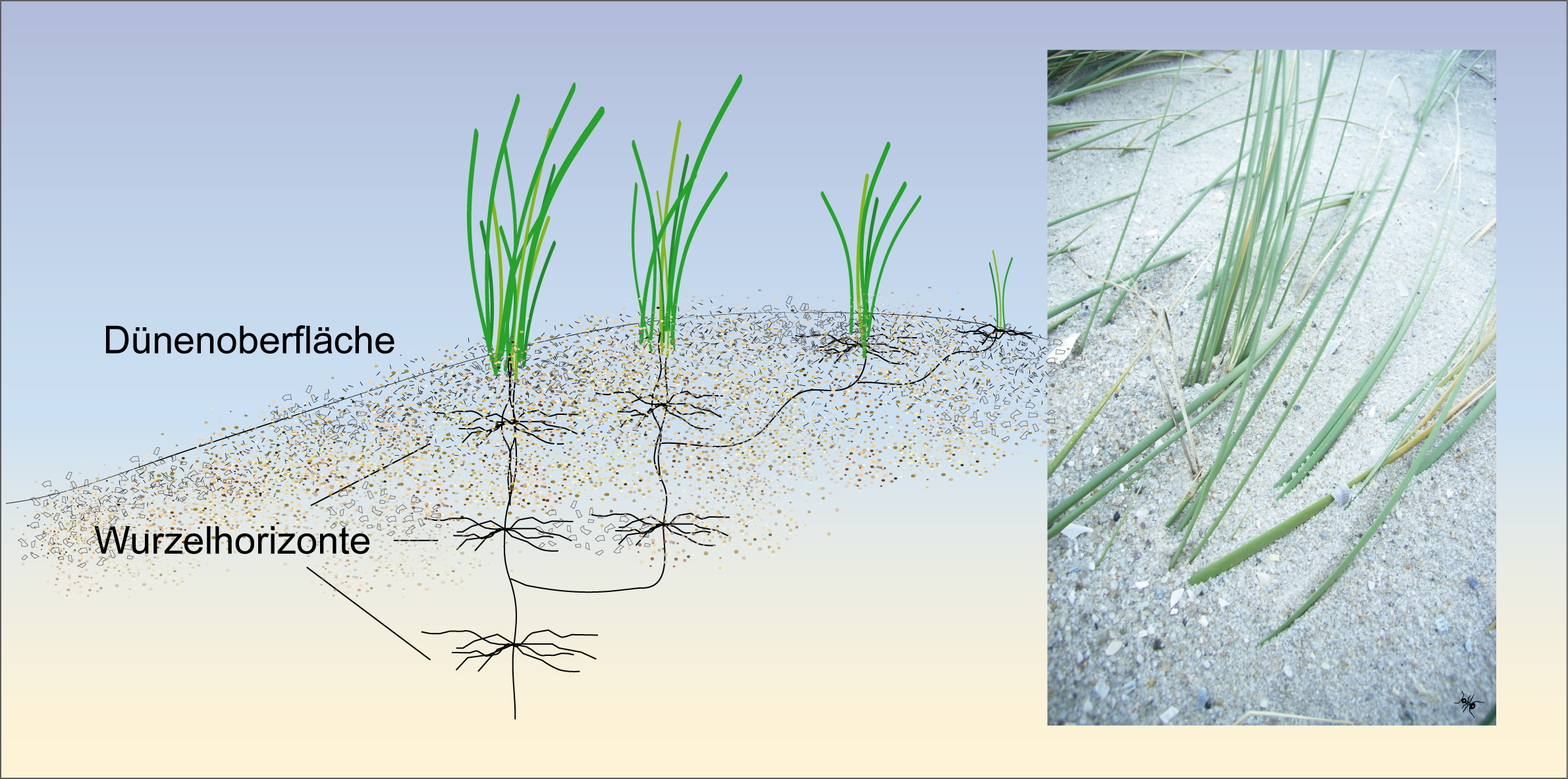
Sistema de fijación en dunas con Ammophila arenaria

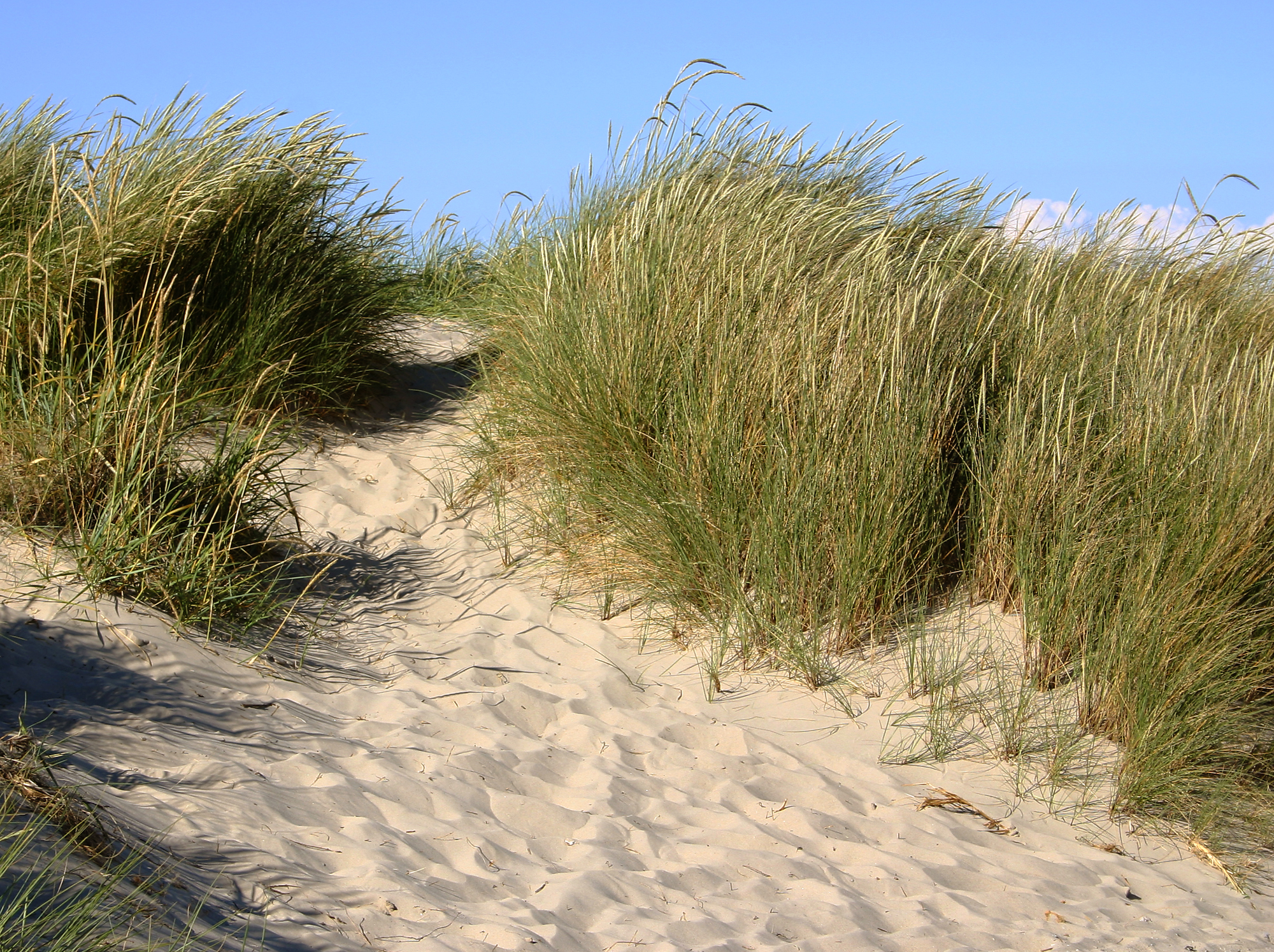
Vista de la planta en su hábitat

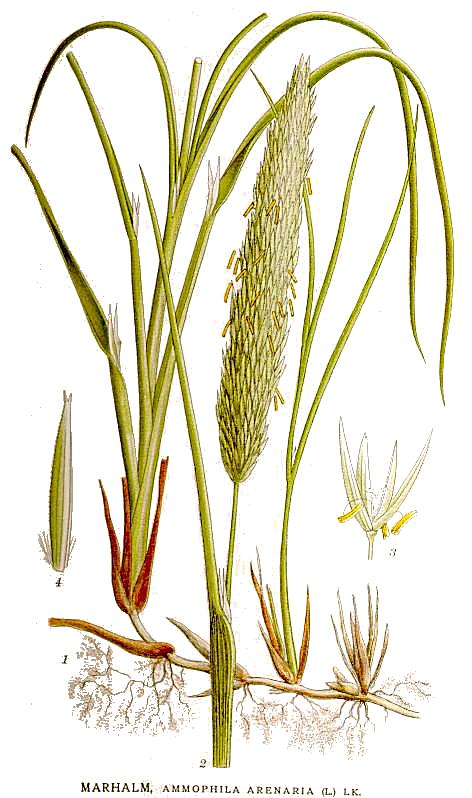
Ilustración

## Distribución
Esta especie es originaria de las regiones con clima moderado a cálido:
- Europa: de Finlandia y Dinamarca a la península ibérica, de las islas británicas a Polonia y zona mediterránea;
- África septentrional: de Marruecos a Egipto;
- Oriente Medio: de Turquía a Palestina y Arabia.

Se encuentra sobre las dunas litorales, en la zona llamada "duna blanca". Es una especie xerofítica.

## Taxonomía
Ammophila arenaria fue descrita por (L.) Link. y publicado en Hortus Regius Botanicus Berolinensis 1: 105. 1827.
Etimología
Ammophila: nombre genérico que deriva de las palabras del griego antiguo Ammos (ἄμμος), que significa "arena", y phila (ϕιλος), que significa "amor".
arenaria: epíteto latino que significa "de la arena".
Sinonimia
- Ammophila arenaria
- Ammophila arenaria arundinacea H.Lindb.
- Ammophila arenaria var. australis (Mabille) Hayek
- Ammophila arundinacea Host
- Ammophila australis (Mabille) Porta & Rigo
- Ammophila littoralis (P.Beauv.) Rothm.
- Ammophila pallida (C.Presl) Fritsch
- Calamagrostis arenaria (L.) Roth
- Psamma arenaria (L.) Roem. & Schult.
- Psamma australis Mabille
- Psamma littoralis P.Beauv.[2]
- Arundo arenaria L.
- Arundo littoralis Steud.
- Diarrhena littoralis (P.Beauv.) Raspail
- Phalaris ammophila Link
- Phalaris maritima Nutt.
- Psamma ammophila Link
- Psamma pallida C.Presl[3][4]

## Nombres comunes
- Castellano: arenaria, barrón, caña de arenales, grama del norte.[2]